# Зенітний провулок (Житомир)
Зенітний провулок — провулок в Богунському районі міста Житомира.

## Опис
Знаходиться в північній частині міста. Бере початок від вулиці Олени Пчілки, прямує на північ та завершується перехрестям з вулицею Домбровського.
Забудова проїзду переважно представлена індивідуальними житловими будинками садибного типу.

## Історичні відомості
Проїзд почав формуватися у 1950-х роках на вільних від забудови землях.
У 1957 році отримав назву та адресацію будівель, впорядковану у 1960 році. Станом на 1968 рік провулок та його забудова сформовані.